# 阿德里安·莫里斯·德·诺瓦耶

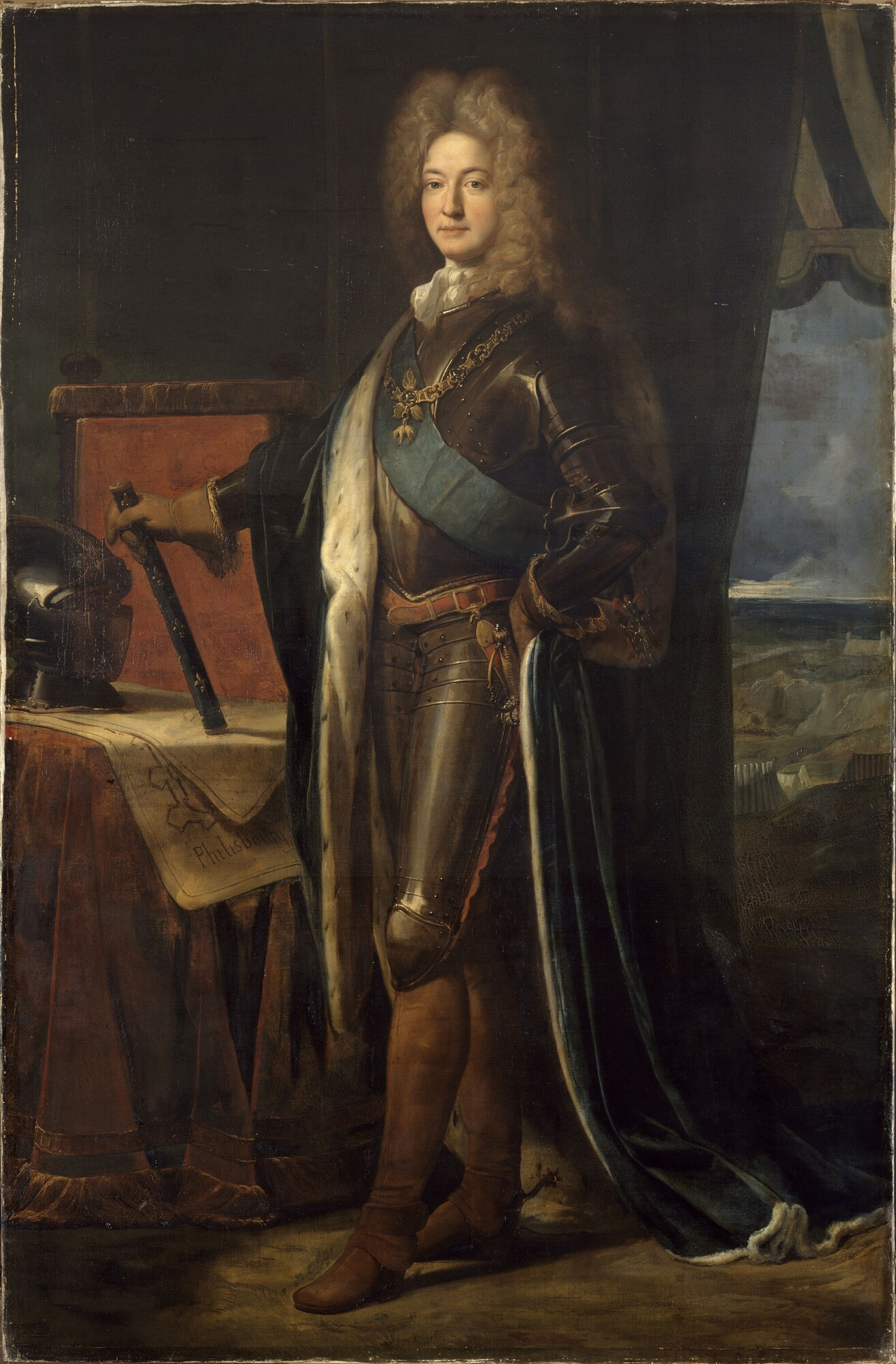
阿德里安·莫里斯·德·诺瓦耶，第三代诺瓦耶公爵

阿德里安·莫里斯·德·诺瓦耶，第三代诺瓦耶公爵（Adrien Maurice, 3e duc de Noailles，1678年9月29日—1766年6月24日），法国贵族和军事家，法国首席财政大臣，第二代诺瓦耶公爵安纳·朱尔·德·诺瓦耶之子。曾參加路易十五時代在義大利和德意志的歷次最重要戰爭，1734年升為法国元帥。
| 前任： 安纳·朱尔·德·诺瓦耶           | 诺瓦耶公爵 1708年—1766年                   | 繼任： 路易·德·诺瓦耶                                |
| 前任： 尼古拉·德马雷茨，马耶布瓦侯爵 | 法兰西王國财政大臣 1715年—1718年           | 繼任： 马克·雷内·德·瓦耶·德·保尔密，第一代阿让松侯爵 |
| 前任： 让-雅克·阿梅洛·德·夏尤        | 法兰西王國外交及聯邦事務大臣 1744年—1744年 | 繼任： 雷内·路易·德·瓦耶·德·保尔密，阿让松侯爵       |